# Ludo Dierckxsens
Ludo Dierckxsens (Geel, 14 ottobre 1964 – Sint-Gillis-bij-Dendermonde, 29 maggio 2025) è stato un ciclista su strada belga.

## Carriera
Ludo Dierckxsens diventò professionista nel 1994, all'età di 29 anni, ingaggiato dalla belga Saxon. Dopo aver conquistato il Grand Prix de Denain del 1997 venne ingaggiato nella stagione successiva dalla Lotto, con la quale ottenne numerosi piazzamenti di prestigio grazie al proprio atteggiamento aggressivo, in corse quali la HEW Cyclassics (terzo), il Grand Prix E3 (quarto), il Grand Prix de Plouay (secondo), la Parigi-Roubaix (undicesimo), oltre a numerosi piazzamenti di tappa alla Vuelta a España. Durante la stagione 1998 riuscì a conquistare in solitaria la Parigi-Bourges.
Nel 1999 venne ingaggiato dall'italiana Lampre-Daikin. Si mise in mostra davanti al pubblico riuscendo a conquistare il campionato belga di ciclismo su strada e l'undicesima tappa del Tour de France. Tuttavia si vide costretto a lasciare il Tour su richiesta del proprio team qualche giorno più tardi, dopo la scoperta fatta dai commissari antidoping riguardo al suo utilizzo di medicinali a base di corticosteroidi per curare un dolore al ginocchio risalente a due mesi prima della corsa. In seguito venne sospeso dalla federazione belga di ciclismo per sei mesi.
Nelle stagioni successive Dierckxsens si piazzò nelle prime posizioni di alcune corse, senza tuttavia ottenere successi finali. Dopo essere ritornato nel 2003 alla propria squadra di esordio, diventata Landbouwkrediet, l'anno dopo conquistò l'ultimo successo della propria carriera con una vittoria di tappa al Giro d'Austria, prima di ritirarsi al termine della stagione 2005.
Dopo il ritiro gestì un negozio di biciclette nel proprio paese natale, Geel.

## Palmarès
- 1997 (Tönissteiner, due vittorie)

Grand Prix de Denain
Zellik-Galmaarden
- 1998 (Lotto, una vittoria)

Parigi-Bourges
- 1999 (Lampre, due vittorie)

Campionati belgi, Prova in linea
11ª tappa Tour de France (Le Bourg-d'Oisans > Saint-Étienne)
- 2003 (Landbouwkrediet, una vittoria)

Grand Prix d'Ouverture La Marseillaise
- 2004 (Landbouwkrediet, una vittoria)

7ª tappa Giro d'Austria

## Piazzamenti

### Grandi Giri
- Giro d'Italia

2000: ritirato
- Tour de France

1999: ritirato
2001: ritirato
2002: 108º
- Vuelta a España

1998: 34º

### Classiche
- Milano-Sanremo

1998: 171º
1999: 31º
2001: 168º
2002: 83º
2004: 164º
- Giro delle Fiandre

1998: 45º
1999: 26º
2001: 8º
2002: 18º
2004: 28º
- Parigi-Roubaix

1995: 59º
1998: 12º
1999: 36º
2001: 6º
2004: 14º

### Competizioni mondiali
- Campionati del mondo

San Sebastián 1997 - In linea: ritirato
Valkenburg 1998 - In linea: 39º
Zolder 2002 - In linea: 53º